# 芒林水库
芒林水库是中华人民共和国云南省德宏傣族景颇族自治州瑞丽市境内的一座中型水库，位于瑞丽坝尾南惹河上游普然河上。2008年12月30日开工，2013年6月30日竣工验收:248。芒林水库功能以农业灌溉为主，兼顾姐相乡、弄岛镇集镇及乡村人畜供水和下游防洪安全，总库容2,238.9万立方米，设计灌溉面积4.76万亩，可为4.2万人、4.02万头牲畜提供饮水。